# チラクシー
チラクシー合同会社（Chillaxy LLC） は、日本発祥のCBD/ヘンプ・ライフスタイル会社。自社CBDブランドCHILLAXY（チラクシー）の企画・販売、CBD原料•テルペン及び関連製品の輸出入、卸販売を行っている。

## 概要
チラクシー合同会社は、CBD/ヘンプ・ライフスタイル会社である。自社CBDブランドCHILLAXY（チラクシー）の企画・販売だけでなく、CBD原料•テルペン及び関連製品の輸出入、卸販売を行っており、CBDに関連するほぼ全ての事業を自社で行う垂直統合型の運営方針を取っている。

## CHILLAXY
CHILLAXYは、日本発祥のCBDライフスタイルブランドとしてCHILLAX（チラックス）をコンセプトに掲げている。CHILLAXYは、CHILL（チル、穏やかに、まったり） & RELAX（リラックス、くつろぐ）という意味を持つアーバン・スラングであり、ストレスを抱えやすい現代社会の中で、贅沢なくつろぎを提案する事を目標としている。

### 特徴
- 日本産（日本最終製造）への強いこだわり（CBD原産地は欧米）
- 日本人・CBD初心者から上級者まで幅広く満たされる商品企画力
- CBD及びCBD関連製品の自社直輸入によるコスト削減＆品質コントロール
- 高品質CBDの自主基準設定

## 沿革
- 2020年
  - 1月 - チラクシー合同会社を設立、CBD原料の卸販売事業をスタート
  - 6月 - 自社サイトをリニューアル、自社ブランドCHILLAXYを発表。CHILLAXY CBDオイルとキャンディを発売[1]。
  - 7月27日 - ドロップシッピング・サービスを開始[2]。
  - 8月 - クラウドファンディングサービス『Makuake』にてPOD型ベイプ製品のプロジェクトをローンチ、目標金額の332％を達成[3][4]。
  - 9月 - 510規格のテルペン入りCHILLAXY CBDベイプ製品を発売。
  - 10月 - POD型のテルペン入りCHILLAXY CBDベイプ製品を発売。
- 2021年
  - 2月 -　焙煎時にCBDを添加したCHILLAXY CBDコーヒー製品を発売。
  - 5月 - CHILLAXY CBDワックス製品を発売。
  - 10月 - CHILLAXY CBD SHOP & CAFEを横浜市関内・伊勢佐木町にオープン。
- 2022年
  - 9月 - 渋谷区道玄坂にCBD自販機を設置
- 2023年
- 2024年

## CHILLAXY CBD SHOP & CAFE
横浜・伊勢佐木町商店街初のCBD専門ショップ&カフェ。伊勢佐木町で本格的なCBDコーヒーやCBDベイプを味わうことができ、様々なCBD製品を無料でお試し可能となっている。赤レンガ倉庫や横浜中華街などからアクセスが良いので、小休憩利用やCBDを試したいという方に利用されている。